# Barbus andrewi
Barbus andrewi är en fiskart som beskrevs av Barnard, 1937. Barbus andrewi ingår i släktet Barbus och familjen karpfiskar. IUCN kategoriserar arten globalt som starkt hotad. Inga underarter finns listade.

## Bildgalleri

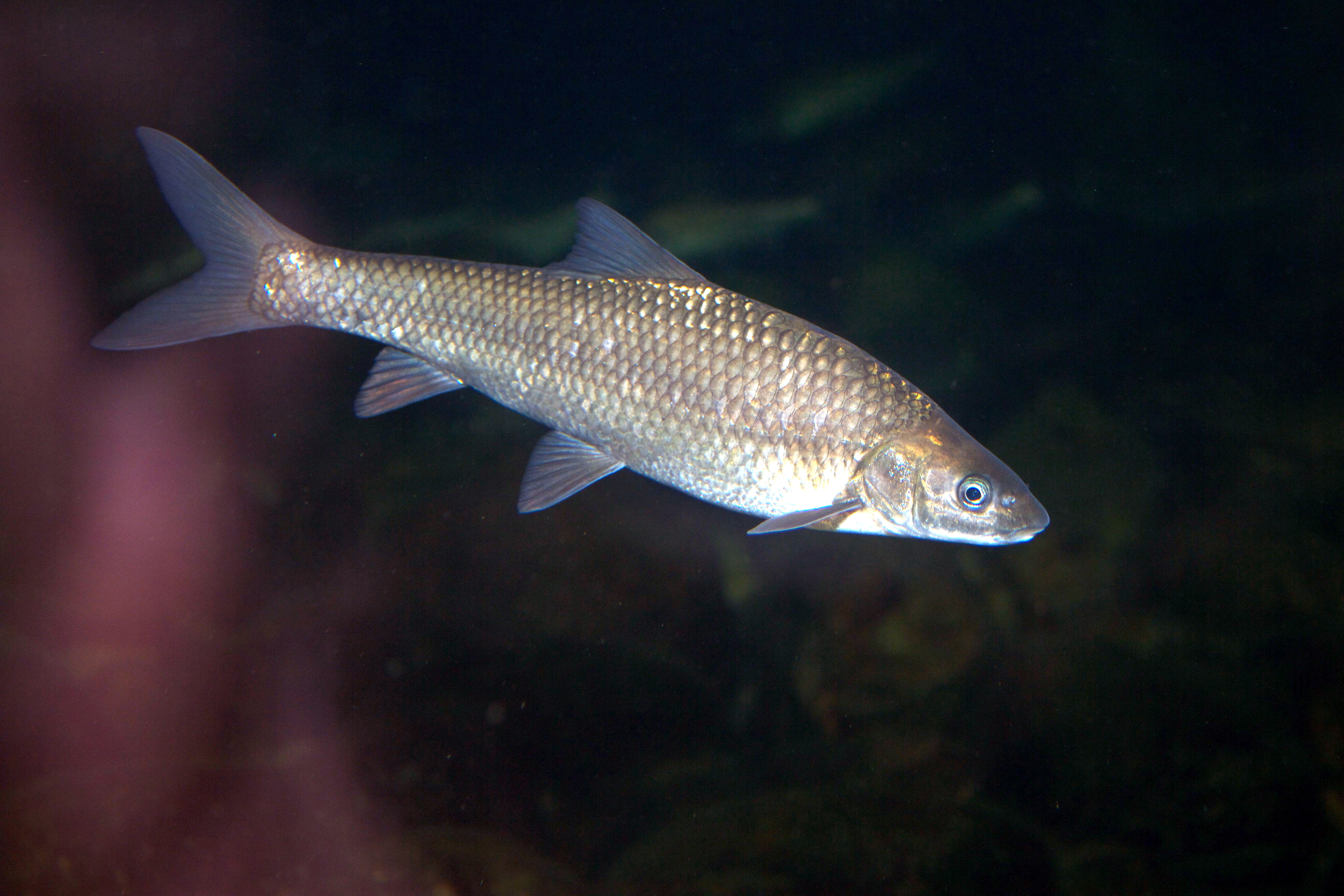